# 鳥胺酸
鳥氨酸（英語：Ornithine）是一種α-胺基酸，其結構為NH2-CH2-CH2-CH2-CHNH2-COOH。

## 在尿素循环中的作用
鳥氨酸是精氨酸酶在催化精氨酸產生尿素時同時產生。因此，鳥氨酸是尿素循環的中央部份，以排出多餘的氮。
由於鳥氨酸不是為DNA而編碼，所以是不會涉及蛋白質生物合成內。但是，在哺乳動物的非肝臟組織中，鳥氨酸作為精氨酸生物合成的中介物而負起重要的角色。一般相信鳥氨酸沒有編碼，是因為多胜肽包含了進行乳胺化的無保護鳥氨酸。這證明了將鳥氨酸人工置入為第21種胺基酸會是一個問題。

## 其它反应

鳥氨酸内酰胺化

鳥胺酸去羧化酶催化鳥氨酸是合成聚胺，如甲烯二胺（PUT）的開端。
一些細菌，如大腸桿菌，可以從穀氨酸中生成鳥氨酸。